# UFC Fight Night: Dern vs. Ribas 2
UFC Fight Night: Dern vs. Ribas 2（ユーエフシー・ファイトナイト：ダーン・バーサス・ヒバス・ツー、別名UFC Fight Night 249、UFC on ESPN+ 107）は、アメリカ合衆国の総合格闘技団体「UFC」の大会の一つ。2025年1月11日、ネバダ州ラスベガスのUFC APEXで開催された。

## 大会概要
本大会はマッケンジー・ダーンとアマンダ・ヒバスの女子ストロー級戦が組まれた。

## 試合結果

### プレリミナリーカード
第1試合 ライト級 5分3R
○  ヌルーロ・アリエフ vs.  ジョー・ソレッキ ×
3R終了 判定3-0（30-27、30-27、29-28）
第2試合 女子ストロー級 5分3R
○  ファティマ・クライン vs.  ビクトリア・ドゥダコバ ×
2R 4:27 TKO（グラウンドの肘打ち連打）
第3試合 ライトヘビー級 5分3R
○  ブルーノ・ロペス vs.  マゴメド・ガジヤスロフ ×
3R終了 判定3-0（29-28、29-28、29-28）
第4試合 女子フライ級 5分3R
○  エルネスタ・カレツケイテ vs.  ニコーレ・カリアーリ ×
3R終了 判定2-1（29-28、28-29、29-28）
第5試合 ウェルター級 5分3R
○  ジャコビー・スミス vs.  プレストン・パーソンズ ×
1R 1:13 KO（左ジャブ→パウンド）
第6試合 ライト級 5分3R
○  ティアゴ・モイゼス vs.  トレイ・オグデン ×
3R終了 判定3-0（29-28、29-28、29-28）
第7試合 188ポンド契約 5分3R
○  マルコ・トゥリオ vs.  イーホル・ポティエリア ×
1R 3:04 TKO（パウンド）
※ポティエリアの体重超過によりミドル級から変更。
第8試合 128.5ポンド契約 5分3R
○  フェリペ・ブネス vs.  ホゼ・ジョンソン ×
1R 2:04 腕ひしぎ十字固め
※ジョンソンの体重超過によりミドル級から変更。

### メインカード
第9試合 ウェルター級 5分3R
○  プナヘレ・ソリアーノ vs.  ウロシュ・メディチ ×
1R 0:31 KO（右ジャブ→パウンド）
第10試合 フェザー級 5分3R
○  クリスチャン・ロドリゲス vs.  オースティン・バシ ×
3R終了 判定3-0（29-28、29-28、29-28）
第11試合 ミドル級 5分3R
○  ロマン・コプィロフ vs.  クリス・カーティス ×
3R 4:59 TKO（左ハイキック）
第12試合 ミドル級 5分3R
○  セザー・アウメイダ vs.  アブドゥル・ラザク・アルハッサン ×
1R 4:16 KO（左フック）
第13試合 ウェルター級 5分3R
○  サンチアゴ・ポンジニッビオ vs.  カールストン・ハリス ×
3R 3:13 TKO（スタンドパンチ連打）
第13試合 女子ストロー級 5分5R
○  マッケンジー・ダーン vs.  アマンダ・ヒバス ×
3R 4:56 腕ひしぎ十字固め

### 各賞
ファイト・オブ・ザ・ナイト：ロマン・コプィロフ vs. クリス・カーティス
パフォーマンス・オブ・ザ・ナイト：マッケンジー・ダーン、セザー・アウメイダ
各選手にはボーナスとして5万ドルが授与された。

### カード変更
負傷などによるカードの変更は以下の通り。